# بنيامينو بلاسيدو
بنيامينو بلاسيدو (بالإيطالية: Beniamino Placido)‏ (و. 1929 – 2010 م) هو صحفي، ومذيع، وممثل، وناقد أدبي من إيطاليا. ولد في ريونيرو في فولتوري.
توفي في كامبريدج، عن عمر يناهز 81 عاماً.

## وصلات خارجية
- بنيامينو بلاسيدو على موقع IMDb (الإنجليزية)